# 岩田規久男
岩田 規久男（いわた きくお、1942年10月3日 - ）は、日本の経済学者。学位は経済学修士（東京大学、1969年）。上智大学・学習院大学名誉教授。前日本銀行副総裁。産経新聞オピニオン欄中コラム「正論」執筆メンバー。
専門は、金融・都市経済学。小宮隆太郎の弟子。リフレ派経済学者の第一人者として知られており、学習院大学教授時代、積極緩和派の急先鋒として鋭い弁舌で知られていた。また日本銀行に批判的な論客として知られていた。日銀の国債買いオペレーション、インフレターゲット、日銀法改正、規制緩和を主張している。
岩田が主催する「昭和恐慌研究会」では、日本の昭和恐慌の原因について研究している。

## 経歴
大阪府出身。東京都立小石川高等学校、東京大学経済学部卒業。東大卒業後、都市銀行に就職したが4カ月で退職し、東大大学院へ進学。
1973年東京大学大学院経済学研究科博士課程修了。上智大学経済学部専任講師に就任。1976年に同助教授に昇格、1976年から1978年までカリフォルニア大学バークレー校客員研究員、1983年に上智大学経済学部経済学科教授に昇格。1998年に上智大学を退職後、上智大学名誉教授の称号を受け、学習院大学経済学部教授に就任。2004年サセックス大学社会学部客員研究員、2004年から2005年までオーストラリア国立大学アジア研究学部日本センター及び日豪研究所客員研究員。2007年から2008年まで学習院大学経済学部長。2009年から2010年までオタゴ大学経済学部客員研究員、2010年チュラロンコン大学経済学部客員研究員。2013年3月末で学習院大学を退職。2013年3月20日、日本銀行副総裁に就任。2018年3月19日、日本銀行副総裁を退任。
2021年、瑞宝中綬章受章。
専攻は、都市経済学（土地・住宅問題）。この分野では所謂マルクス経済学者との地価論争やマクロの金融政策の議論にも加わり、国際経済学の小宮隆太郎の論争（1973年-1974年にかけてのインフレーションを巡る日本銀行との間の論争）を見た岩田自身も、後に同様の論争（マネーサプライ論争）の当事者となっていく。
放送大学客員教授として「金融論」の主任講師を担当した。政府各種委員会委員・参与等も務めた。

## 主張

### 金融政策について
日本の金融政策について「金融政策でデフレからインフレに変える力があるというのは少数派だった。20年くらい言っているが、そういう政策は採用されなかった。それが安倍晋三によって採用された」と述べている。
バブル崩壊前後から「金融政策は資産価格を目標として運営してはならない」「株価でバブルが起こっているとしても、インフレ率が目標の範囲内であれば金融引締めを行なってはいけない」と主張していた。

### 日本銀行について
岩田は「日本がデフレから脱却できない責任は日本銀行にある」と日銀批判の急先鋒に立ってきた。岩田は、物価上昇率目標を中期的に達成することが「日銀の義務」と強調している。
岩田は「よく、『何もかも日銀のせいにしている』と批判されるが、よく考えてみると、世の中で起きている問題の多くは、元をただせばやはり日銀のせいだと言える。少子化、非正規社員の増加、企業倒産の増加、国の税収が増えないことなどは、デフレや円高で不況が続いたのが原因。日本の自殺者が3万人台になっている状況も、このことと無関係ではない。実証研究したところによると、自殺の一定割合以上は経済的要因が原因だとわかっている。そう考えると、日銀の責任は重大だと言えないか」と述べている。
岩田は「日銀は金融緩和に踏み切ろうとしないのか。それは、日銀が1980年代に行った量的緩和がバブル経済を醸成し、その崩壊によって、2012年現在も続く長期停滞の原因になったと、考えているからである。ここまで頑なに金融緩和を拒むスタンスを見ていると、日銀内部では、量的緩和によってバブルを招くくらいなら、デフレのままでいた方が良いという考え方が蔓延しているとしか思えない」と述べている。
日銀の「中長期的な物価の目途（price stability goal in the medium to long term）」について「インフレーション・ターゲティングやFRBの金融政策と比較すると、コミットメントなき目途で、デフレ脱却の金融政策からは、依然として距離が遠い」と指摘していた。
日銀の国債の直接引き受けには否定的であるが、2009年現在の経済状況がここまでくると、日銀の直接引き受けをしてもいいのではないかと述べている（財政法第5条但書を根拠としていると思われるが、但書の法趣旨は国会の議決を経た金額の範囲内の国債借り換えに限り応ずることができるに留まり、岩田の主張は妥当性を欠く）。2011年の時点で、日本銀行が国債を直接引き受けてもハイパーインフレにならないと主張していた。

### 潜在成長率について
潜在成長率については、岩田は「金融政策は需給ギャップを埋めることはできるが、潜在成長率を引き上げることはできない。潜在成長率を引き上げる政策手段は政府が持っている」と指摘している。

### 原発について
岩田は1979年に発生したアメリカのスリーマイル島原子力発電所事故以来原発の安全性に疑問を抱くようになり、原発反対の市民運動に参加していた。著書『経済復興: 大震災から立ち上がる』では、日本の電気料金には、原発が事故を起こしたときのコスト（原発費用の内部化）が反映されていなかったと指摘している。また、日本の原発について経済産業省から独立した中立的なメンバーによって構成される、原子力を監視する第三者機関の設置を提案している。

### 消費税増税について
2014年4月の消費税率8%の引き上げが、予想インフレ率に与える影響について「安倍総理の増税実施の決断は、インフレ期待に影響を与えていない」と述べている。
消費税率の10%への引き上げについては「一般論として、国全体として中期的に財政健全化を進めて、財政運営に対する信認を確保することは重要な課題だ」と指摘。その上で、安倍首相が「経済情勢を慎重に見極めて適切な判断をされると思う」と語った。

### インフレターゲットについて
2013年3月5日国会での所信聴取に臨み、2%のインフレターゲットの達成について日銀が全面的に責任を持つ必要があるとした上で、今後2年間で目標を達成できない場合は辞職する意向を示した。物価目標が達成困難となった2014年10月28日議院財政金融委員会で、就任前に2年程度で2%の物価目標が実現できない場合は辞職すると発言したことについて、深く反省している、と語った。

### 選択的夫婦別姓制度について
選択的夫婦別姓制度導入に賛同する。「導入したところで特に他の人たちに不利益を被るわけではなく」反対する論者の主張が「他人に迷惑をかけない人の自由を妨げる行為」であると反対論者を批判している。

## 関わった論争

### マネーサプライ論争
岩田の名を有名にしたのは、日本銀行の翁邦雄らとの間に起こした「マネーサプライ論争（岩田-翁論争/翁-岩田論争）」である。岩田は、1992年のマネーサプライの急減をみて、「戦前の大恐慌が訪れるかもしれない」という危機感を抱いていた。従来からマネタリーベース（ハイパワードマネー）の能動的な意味での操作性を否定し（「積み進捗率」の幾分の調整については可能とした）、なかんずくマネーサプライの管理を否定し続ける日銀理論に対し、岩田はその操作が可能であることを主張し、80年代末のバブル膨張ならびにバブル崩壊の責任を逃れようとする日本銀行を批判した。量的指標は操作可能だという岩田と、操作できないという翁による『週刊東洋経済』（東洋経済新報社）誌上での激しい問答をうけて、植田和男は、「短期では難しいが、長期では可能」という「裁定」を下すことで一応の決着をみた。経済学者の高橋洋一は「（マネーストックの管理は）岩田も短期的にはできないと述べていたので、岩田の完勝だが、日銀の巧みな世論誘導で論争が引き分けに終わったかのような印象だった」と述べている。また、ジャーナリストの川北隆雄によれば、植田の「裁定」は「学界や民間エコノミストなどからはあまり支持されたとはいえない」という。
マネーサプライ論争における岩田の主張は、池尾和人も指摘しているように、金融論の教科書に登場しているような標準的な学説に基づくものであり、特に目新しいものでも奇異なものでもない。
マネタリーベース（ハイパワードマネー） × 信用乗数（貨幣乗数） = マネーストック（マネーサプライ）
という恒等式において、左辺のマネタリーベースから右辺のマネーサプライへの因果関係があり、かつ信用乗数は比較的安定しているから、日本銀行がハイパワードマネーを増やせばマネーサプライは増えると唱えたものであった。
一方、翁の主張は、日本銀行が所要準備の後積みを行っているという観察事実に基づくものであり、いって見れば現象論であった。岩田が用いた上述の恒等式において、信用乗数には乗数の意味はなく、マネーサプライとマネタリーベースとの事後的な比率に過ぎないとした。その上で、市中銀行の貸出し態度によってマネーサプライの大きさが決まり、それに見合うように日本銀行はマネタリーベースを受動的に供給するしかなく、マネーをコントロールすることはできないと主張した。
岩田の主張のうち、信用乗数の安定性については、1992年頃には約13だった信用乗数が2000年以降は10を切るまでに低下し続けたことで実証的に否定された。また、翁のいうように、日本銀行が市中銀行の貸出し態度を追認する形でマネタリーベースを受動的に供給するしかないとしたら、日本銀行はそもそも金融政策を行えないのではないかという疑問が示された。その後、実際に大規模な金融緩和による前代未聞のマネタリーベースの増加が黒田日銀によってなされた。

### ゼロ金利政策・量的金融緩和政策・インフレターゲット
岩田は著書『デフレの経済学』において、これまでの経済学があまり想定してこなかったデフレーションという現象を一般大衆に分かりやすく説き、かような状況から日本経済を救う為には、日銀による長期国債の買い切りオペや、人々の期待に働きかけるべくインフレターゲットを設定する必要があるということを主張した。
岩田の「期待を変化させる金融政策」について、小宮隆太郎は「期待の変化が波及するルートが不明である」と指摘している。岩田の恩師であり、かつて日銀理論を鋭く批判した小宮は、『金融政策論議の争点-日銀批判とその反論』で「日銀への嫌がらせ」などとインフレターゲットや量的緩和の効果を否定しており、岩田が編著者となった『金融政策の論点―検証・ゼロ金利政策』に収録された「百鬼夜行の為替・金融政策議論を正す」の中で「私は、現在の金融政策はほぼ100点だと思う」（p.15）と述べた上、「見当はずれの日銀バッシング」の中では「不況脱出に必要なことは（中略）構造改革・規制緩和を積極的に進めること」（p.62）と主張しており、岩田の主張には批判的であり、岩田自身も小宮同様「構造改革・規制緩和を積極的に進めること」は必要であるがまずはデフレをとめることが先決と解釈している。また、小宮門下で日本銀行の審議委員を務める須田美矢子も、ヘリコプター・マネー政策はハイパーインフレーションを招き、国民は「極端な場合には物々交換をするような状態になることすらあり得ないことではありません」と述べて岩田に批判的なスタンスをとっている。
確かに、「いくら金融を緩和しても需要がないから物価は上がらずデフレ対策にはならない」といいつつ、同時に「金融を緩和するとハイパーインフレを招く」とする日本銀行の矛盾した姿勢には、日本銀行に好意的な研究者からも疑問の声が上がった。だが、岩田らの求めた非伝統的な金融緩和策に対しても疑問の声はある。その1つは、原理的には正しいとしても政策として使えるのかという点である。もし、日本銀行がいうように、日本銀行がいくら金融を緩和しても物価が上がらないとするなら、日本銀行はお札をどんどん刷ることによって世界中のありとあらゆる資産を買い漁ることができるはずだ。しかし、そんなことはあり得ない。いつかは必ずお札の価値は下落する。つまり、物価が上がるわけである。論理的に考えれば、この推論に間違いはない。だが、問題は「いつか物価が上がる」といっても、一体いつなのか、どれぐらい金融を緩和すればよいのか見通しが立たないことである。例えば、翁は、岩田ら経済学者の提案は、原理原則としては正しいとしても政策としては使えないだろうと批判している。ただしそうしたインフレを抑えるためにインフレターゲット政策がNZを始め他の国では導入されているため当該指摘について岩田自身は反論と解釈していない。また、物価が上がらないうちは日本銀行と政府を併せた広義政府部門が、通貨発行益をインフレというペナルティ無しで享受できるわけであり、財政支出を通貨発行益で賄えば将来の金利負担の恐れなく財政健全化が達成できることになり、いずれにせよ国民の利益となる政策であるから反対する理由とはならないとの再反論がなされている。実際には、通貨発行益を用いた広義政府部門の支出による超過需要がまさに物価を上昇させる経路となるため、速やかに物価が上がると予測される。
その後、安倍首相による日銀執行部の人事の大幅な入れ替えが行われ、日銀の旧体制派の理論を支持する執行部は一掃された。白川方明、日本銀行など参照。また、黒田東彦総裁による大胆な量的緩和が実行され、2013年度末にはインフレは1.3%にも達し、日銀の旧体制派の理論はほぼ否定された。海外の主要国のほとんども量的緩和を積極的に実行し、デフレを注意深く阻止しており、日銀の旧体制派の理論は国際的に見てもすでに強く否定されている。量的金融緩和政策など参照。

## 評価
岩田自身の考え方は、かつての師と同じくマネタリスト的と評されることが多く、財政政策の有効性や金融政策の裁量というものに一定の理解を示していることから、ニュー・ケインジアン的な立場に接近していると捉える。
多くのリフレ派の経済学者たちや反デフレ議員連盟の主要メンバーらは岩田を英雄と称えている。
他方で、麻生太郎財務大臣は岩田が副総裁就任前に物価安定目標2%について「2年で達成できる」と述べたことについて「20年続いた一般人の気持ち（デフレ期待）がいきなりインフレに変わるのは、そんなに簡単にはいかない」という認識を示した上で「私自身は『やっぱり学者というのはこんなものか、実体経済がわかっていない人はこういう発言をするんだな』と正直思った」と述べている。
経済学者の浜田宏一は「徹底した貨幣重視の論調を、続けてこられた氏の忍耐強い姿勢には尊敬の念でいっぱいである」「日本のミルトン・フリードマンは間違いなく彼だ」と評価している。
また、前原誠司「次の内閣」財務大臣は、岩田の主張は物価上昇のためには何でもやるという「物価上昇至上主義」と指摘し、岩田が政府に総裁解任権を付与する日銀法改正を主張していることを挙げ「相入れない」と副総裁起用に反対した理由を説明している。尚、岩田が主張している日銀法の改正において、日銀が目標物価からの乖離した場合の責任は「文書での説明責任」であり「総裁解任権」は主張していない。
高橋洋一は「私の知る限り、『日銀理論』に最も早く異を唱え、一貫してその姿勢を維持し続けてきた」と評している。
エコノミストの村上尚己は「日本が1990年代半ばから20年近くのデフレと経済停滞に苦しむリスクについて、最も早く見抜いていた」と評している。

## 副総裁人事案
2013年2月28日、政府は、衆参の議院運営委員会理事会に、同氏を次期日本銀行副総裁の候補者とする人事案を正式に提示した。
2013年3月12日、民主党は政府が提示している次期日銀正副総裁人事案について、黒田東彦総裁候補と中曽宏副総裁候補に同意する一方、岩田には反対することを正式に決めている。岩田を不同意としたのは「リフレ政策に一線を画す」ことに加え、解任権を含む日銀法改正は「とても飲める案件ではない」「日銀の独立性の観点から不適切」との結論に達したためだとしている。そのほかに生活の党、みどりの風、社会民主党、日本共産党も岩田に反対する方針を決定している。社民党は「岩田氏のリフレ論に懸念を持つ」と説明している。対照的にみんなの党は、物価目標を達成できなかった場合の責任に言及した岩田に賛成することを決めている。
2013年3月15日午前の参院本会議で日銀副総裁人事案を自由民主党、公明党、みんなの党など各党の賛成多数で可決した。採決結果は投票総数220、賛成124、反対96だった。国会は日銀副総裁に岩田を起用する同意人事を承認した。
| 賛否 | 政党                                                             |
| ---- | ---------------------------------------------------------------- |
| ○    | 自由民主党、公明党、みんなの党、日本維新の会、国民新党、新党改革 |
| ×    | 民主党、生活の党、日本共産党、みどりの風、社会民主党             |

## 日銀副総裁として
2013年3月20日、日銀副総裁に就任。
副総裁として実務を担って岩田は「外部にいたときは金融政策の観点でしか日銀をみていなかったが、信用秩序の維持がなければ物価の安定もできない。そのためには様々な人々の仕事、下支えがある。日本銀行の実務に対する理解を深めつつある状況だ」と述べている。
2013年10月4日、投資助言会社アブラハム・プライベートバンクのグループが運営するウェブサイトに、日銀副総裁就任前の岩田のインタビュー記事が掲載されていたことについて、日銀は、岩田が「インタビュー以外の関係はない」「謝礼などは一切受け取っていない」と説明していることを明らかにした。
2013年11月7日、参院財政金融委員会で民主党の尾立源幸が「副総裁になって歯切れが悪くなった」と批判したのを受け、岩田は「学者として言う場合にはマーケットに影響を直接与えることは心配する必要がなくて何でも話せた」と説明し「副総裁の立場になると様々な臆測をマーケットに呼んでしまって色々反応する。それがかえって金融政策上2%の物価安定目標を達成する障害になる」と述べている。岩田は「友人の中には、『日銀に取り込まれたのではないか』と心配する人もいるが、これまでの主張はまったく変わっていない」と述べている。
2014年5月26日、都内での講演で岩田は「（日本の）潜在成長率の強化が進まなければ、物価安定目標の達成は『マイルドなインフレ下における低成長』をもたらす可能性がある」と述べた。

## 著書

### 単著
- 『土地と住宅の経済学』（日本経済新聞社、 1977年）
- 『入門経済学』（東洋経済新報社、 1987年）
- 『日経を読むための経済学の基礎知識』（日本経済新聞社、 1988年/新版、 1990年/第3版、 1994年）
- 『土地改革の基本戦略』（日本経済新聞社、 1988年）
- 『インフレとデフレ-不安の経済学』（講談社〈講談社現代新書〉、 1990年）
- 『間違いだらけの経済常識--経済学が暴く俗説のウソ』（日本経済新聞社、 1991年）
- 『ストック経済の構造』（岩波書店、 1992年）
- 『ゼミナールミクロ経済学入門』（日本経済新聞社、 1993年）
- 『金融政策の経済学--「日銀理論」の検証』（日本経済新聞社、 1993年）
- 『金融入門』（岩波書店〈[岩波新書〉、 1993年/新版、 1999年）
- 『経済学を学ぶ』（筑摩書房〈ちくま新書〉、 1994年）
- 『日本経済の神話--「常識」のベールをはぐ』（日本経済新聞社、 1995年）
- 『国際金融入門』（岩波書店〈岩波新書〉、 1995年/新版、 2009年）
- 『日本型平等社会は滅ぶのか--円・土地・デフレの経済学』（東洋経済新報社、 1995年）
- 『嘘ばっかりの「経済常識」』（講談社〈講談社+α文庫〉、 1996年）
- 『マクロ経済学を学ぶ』（筑摩書房〈ちくま新書〉、 1996年）
- 『基礎コース マクロ経済学』（新世社、 1997年/新版、 2005年）
- 『金融法廷--堕落した銀行 堕落させた大蔵省』（日本経済新聞社、 1998年/〈日経ビジネス人文庫〉、 2000年）
- 『金融』（東洋経済新報社、 2000年）
- 『ゼロ金利の経済学』（ダイヤモンド社、 2000年）
- 『デフレの経済学』（東洋経済新報社、 2001年）
- 『スッキリ！日本経済入門』（日本経済新聞社、 2003年）
- 『日本経済を学ぶ』（筑摩書房〈ちくま新書〉、 2005年）
- 『日本経済にいま何が起きているのか』（東洋経済新報社、 2005年）
- 『「小さな政府」を問いなおす』（筑摩書房〈ちくま新書〉、 2006年）
- 『そもそも株式会社とは』（筑摩書房〈ちくま新書〉、 2007年）
- 『経済学への招待』（新世社、 2007年)
- 『景気ってなんだろう』 (筑摩書房〈ちくまプリマー新書〉、 2008年)
- 『金融危機の経済学』(東洋経済新報社、 2009年)
- 『世界同時不況』(筑摩書房〈ちくま新書〉、 2009年)
- 『日本銀行は信用できるか』 (講談社現代新書、 2009年)
- 『「不安」を「希望」に変える経済学』(PHP研究所、 2010年)
- 『初歩から学ぶ金融の仕組み』(左右社〈放送大学叢書〉、 2010年)
- 『経済学的思考のすすめ』(筑摩書房〈筑摩選書〉、2011年)
- 『デフレと超円高』(講談社現代新書、 2011年)
- 『福澤諭吉に学ぶ 思考の技術』（東洋経済新報社、 2011年）
- 『経済復興：大震災から立ち上がる』（筑摩書房、2011年）
- 『ユーロ危機と超円高恐慌』（日本経済新聞出版社〈日経プレミアシリーズ〉、2011年）
- 『インフレとデフレ』（講談社〈講談社学術文庫、2012年）※『インフレとデフレ-不安の経済学』を加筆修正したもの。
- 『日本銀行 デフレの番人』（日本経済新聞出版社、2012年）
- 『リフレは正しい アベノミクスで復活する日本経済』（PHP研究所、2013年）
- 『日銀日記』（筑摩書房、2018年）
- 『なぜデフレを放置してはいけないか』（PHP研究所〈PHP新書〉、2019年）
- 『「日本型格差社会」からの脱却』（光文社〈光文社新書〉、2021年）
- 『資本主義経済の未来』（夕日書房、2021年）

### 共著
- 『企業金融の理論--資本コストと財務政策』（日本経済新聞社、 1973年）
- 『金融』（東洋経済新報社、 1983年）
- 『財政と金融』（放送大学教育振興会、 1986年）
- 『金融論』（放送大学教育振興会、 1991年/第2版、 1999年/第3版、 2004年）
- 『土地税制の理論と実証』（東洋経済新報社、 1993年）
- 『デフレ不況の実証分析-日本経済の停滞と再生』（東洋経済新報社、 2002年）
- 『日本再生に「痛み」はいらない』（東洋経済新報社、 2003年）
- 『ゼミナール経済政策入門』（日本経済新聞社、 2006年）

### 編著
- 『金融政策の論点--検証・ゼロ金利政策』（東洋経済新報社、 2000年）
- 『まずデフレをとめよ』（日本経済新聞出版社、2003年/新版、 2013年）
- 『昭和恐慌の研究』（東洋経済新報社、 2004年）

### 共編著
- 『日本経済研究』（東京大学出版会、 1988年）
- 『住宅の経済学』（日本経済新聞社、 1997年）
- 『デフレ不況の実証分析--日本経済の停滞と再生』（東洋経済新報社、 2002年）
- 『失われた10年の真因は何か』（東洋経済新報社、 2003年）
- 『リフレが日本経済を復活させる』（中央経済社、2013年）

### 雑誌連載
- 『経済オンチの治し方』（週刊『SPA!』扶桑社、2023年3月 - 連載中）

## 論文
- 日本再生に「痛み」はいらない - 日本経済モデル研究分科会 講演記録 2004年1月31日
  - （底本）岩田規久男、八田達夫『日本再生に「痛み」はいらない』東洋経済新報社、2003年。ISBN 4492394184。 NCID BA64806787。全国書誌番号:20521959。
- 岩田規久男 【日本再生の鍵は日銀法を改正にあり（PDF）】 - 国家ビジョン研究会シンポジウム 2011年11月24日
- 岩田規久男「なぜ、日本銀行の金融政策ではデフレから脱却できないのか」『経済研究所年報』第25巻、成城大学経済研究所、2012年4月、7-41頁、ISSN 0916-1023、CRID 1050282677566187392。
- 岩田規久男、原田泰「金融政策と生産：予想インフレ率の経路」政治経済学術院 No.1202 2013年3月

## 門下生
- 岡田靖[22][70]